# ジェフ・ファウラー
ジェフ・ファウラー（Jeff Fowler）は、アメリカの映画監督、脚本家、アニメーター、VFX技術者。

## 人物
短編アニメーション映画『Gopher Broke』（2004）の脚本・監督としてアカデミー賞の短編アニメ賞にノミネートされた。その後、映画『ソニック・ザ・ムービー』（2020）で長編監督デビューを果たした。2022年公開予定の続編でも監督を務める 。

## キャリア
短編アニメーション映画『Rockfish』でアニメーターを務めた。2009年には映画『かいじゅうたちのいるところ』に関わった。『ギルモア・ガールズ』には一度だけ出演し、S3のEp5「オークションの掘り出し物（原題：Eight O'Clock at the Oasis）」でボブ役の声優を務めた。2004年には、脚本、監督、ストーリーボード、アートレイアウト、アニメーターとして短編『Gopher Broke』を制作した。
短篇映画『A Gentleman's Duel』では脚本・アニメーターを担当した。「シャドウ・ザ・ヘッジホッグ」のCGムービー制作にも携わってた。ファウラーは後に『ソニック・ザ・ムービー』を監督した。この作品は、同名のビデオゲームシリーズを原案とする映画でもともと2019年11月に公開される予定だったが、ソニックのデザインに対する激しい批判のため、デザイン変更によって公開が2020年2月14日に延期された。ソニックの新デザインは2019年11月に公開された。
ファウラーは、2022年4月8日公開予定の続編『ソニック・ザ・ムービー/ソニック VS ナックルズ』でも監督を務め、現在制作中のピンク・パンサーのリブート作でも監督を務める予定である。

## フィルモグラフィー

### 映画
| 年   | 邦題 原題                                                          | ポジション             | 備考           |
| ---- | ------------------------------------------------------------------ | ---------------------- | -------------- |
| 2009 | かいじゅうたちのいるところ Where the Wild Things Are               | アニメーション研究開発 |                |
| 2020 | ソニック・ザ・ムービー Sonic the Hedgehog                          | 監督                   | 監督デビュー作 |
| 2022 | ソニック・ザ・ムービー/ソニック VS ナックルズ Sonic the Hedgehog 2 | 監督                   | [ 5 ]          |
| 2024 | ソニック×シャドウ TOKYO MISSION Sonic The Hedgehog 3               | 監督                   |                |
| TBA  | タイトル未定（ピンク・パンサー）                                   | 監督                   | 制作中         |

### 短編映画
| 年   | 邦題 原題          | ポジション                                                                     | 備考 |
| ---- | ------------------ | ------------------------------------------------------------------------------ | ---- |
| 2003 | Rockfish           | アニメーター                                                                   |      |
| 2004 | Gopher Broke       | 作家、監督、ストーリーボードアーティスト、レイアウトアーティスト、アニメーター |      |
| 2006 | A Gentlemen's Duel | ライター兼アニメーター                                                         |      |

### テレビ
| 年   | タイトル           | 役名 | ポジション | 注記     |
| ---- | ------------------ | ---- | ---------- | -------- |
| 2002 | ギルモア・ガールズ | ボブ |            | ちょい役 |

### ビデオゲーム
| 年     | タイトル                   | ポジション     | 注記  |
| ------ | -------------------------- | -------------- | ----- |
| 2005年 | シャドウ・ザ・ヘッジホッグ | CGムービー制作 | [ 7 ] |